# Morgone
 (mai 2014).
Le Morgone est un ruisseau du département Corse-du-Sud de la région Corse et un affluent gauche du Prunelli.

## Géographie
D'une longueur de 10,9 kilomètres, le Morgone prend sa source sur la commune d'Albitreccia à 760 mètres d'altitude, à moins de trois cents mètres au nord de la Boca di Travu (832 m). Dans sa partie haute, il s'appelle aussi le ruisseau de la Pianella.
Il coule globalement du sud-est vers le nord-ouest pour rejoindre le Prunelli.
Il conflue en rive gauche du Prunelli et au sud de celui-ci, sur la commune d'Eccica-Suarella, à 8 mètres d'altitude, à seulement trois kilomètres environ à vol d'oiseau de la mer Méditerranée et du golfe d'Ajaccio, et juste après être passé sous la route nationale 196. La confluence est aussi à l'intersection des trois communes d'Eccica-Suarella, de Cauro et Bastelicaccia. 

### Communes et cantons traversés
Dans le seul département de la Corse-du-Sud, le Morgone traverse les quatre communes suivantes, dans le sens amont vers aval, de Albitreccia (source), Grosseto-Prugna, Cauro, Eccica-Suarella (confluence).
Soit en termes de cantons, le Morgone prend source dans l'ancien canton de Santa-Maria-Siché, conflue dans l'ancien canton de Bastelica, aujourd'hui dans le seul canton de Taravo-Ornano, dans l'arrondissement d'Ajaccio.

### Bassin versant
Le Morgone traverse une seule zone hydrographique « Le Prunelli du Montichi à la mer Méditerranée » (Y842) de 276 km2 de superficie. Ce bassin versant est constitué à 88,80 % de « forêts et milieux semi-naturels », à 9,37 % de « territoires agricoles », à 1,37 % de « territoires artificialisés », à 0,41 % de « surfaces en eau », à 0,04 % de « zones humides ». 
Sur les cinq communes de son bassin versant, avec 9 946 habitants pour une densité de 72,1 hab/km2, le Morgone traverse 138 km2 à 316 m d'altitude moyenne.

### Organisme gestionnaire
L'organisme gestionnaire est le Comité de bassin de Corse, depuis la loi corse du 22 janvier 2002.

## Affluents
Le Morgone a trois affluents référencés :
- le ruisseau de l'Orgiale (rd[note 1]), 6,4 km, sur les trois communes de Grosseto-Prugna, Cauro et Albitreccia.
- le ruisseau de Ritonda (rg), 4,9 km,sur les trois communes de Grosseto-Prugna et Cauro et Albitreccia avec deux affluents :
  - le ruisseau de Frati (rd) 2,5 km,sur la seule commune d'Albitreccia.
  - le ruisseau de Zizoli (rg) 1,5 km, sur la seule commune de Grosseto-Prugna[6],[note 2].
- le ruisseau de Villanacciu (rg), 1,7 km,sur la seule commune de Cauro.

### Rang de Strahler
Le rang de Strahler est de trois.